# Syu
Syu（シュウ、1980年9月23日 - ）日本視覺系藝人。本名不公開。兵庫縣蘆屋市人，目前為Galneryus、Spinnalcord的成員，擅長作曲。

## 經歷
小時候就開始學鋼琴與小提琴。
小學四年級時受到X JAPAN的鼓手與吉他手影響，之後決定成為一個專業的吉他手。
1998年，加入視覺系樂團Valkyr。
2001年，重金屬樂團Galneryus成軍。
2002年，VALKYR解散之後、擔任AUSHVITZ樂團的吉他手（該團之後改名為Spinalcord）。
2003年，加入Animetal。
2006年，Animetal終止活動，之後以Galneryus為中心活動。
2014年，為動畫『笑傲曇天』的主題曲「毘藍ノ風」（主唱：青木隆治）作曲操刀。

## 使用吉他型號
- ESP CRYING STAR 
統稱「初號機」
- ESP CRYING STAR-REBEL
- ESP CRYING SEVEN
- ESP CRYING STAR（七弦吉他）
- ESP CRYING STAR-CLASSIC
Angel of salvation一曲中所使用的吉他。
- ESP CRYING STAR PHOENIX
- ESP CRYING STAR-REBEL 改
- ESP CRYING V
- ESP MV <SYU CUSTOM>
- ESP M-SEVEN SYU CUSTOM
- ESP EX-280 <SYU CUSTOM>
- EDWARDS E-EX-138
- EDWARDS E-FV-80D <SYU CUSTOM>
- EDWARDS E-SE-87R/LT <SYU CUSTOM>

## 註解

### 來源
1. 1 2 3 4 5 6 7  . MI JAPAN東京校.   [2014-08-30]. （原始内容存档于2014-07-02）.

## 外部連結
- You play hard! -Syu web guitar lesson-*（页面存档备份，存于）
- SPINALCORD オフィシャルサイト
- GalneryusSyuOfficial的X（前Twitter）
- Syu的Facebook專頁